# Karl Menser

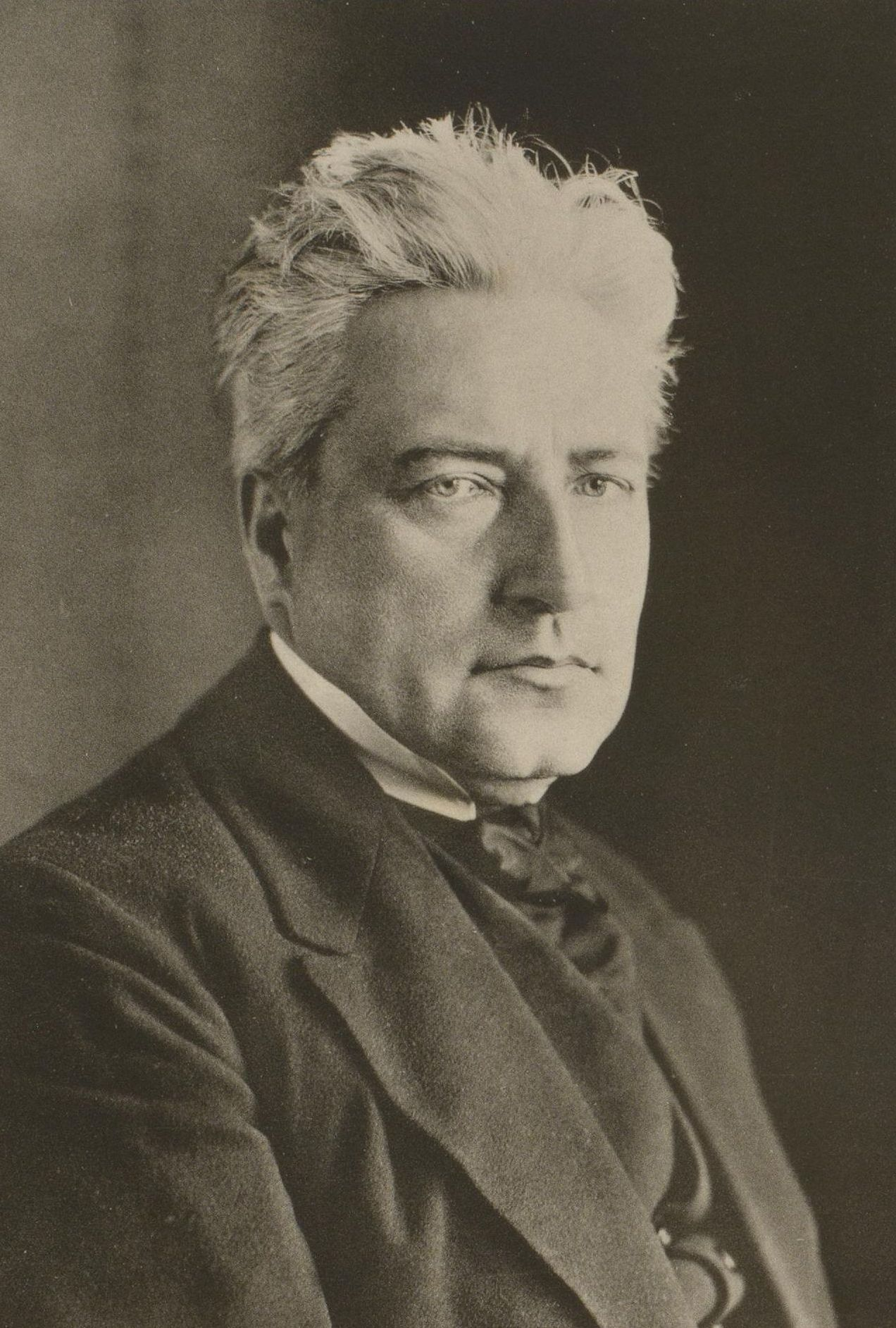
Karl Menser

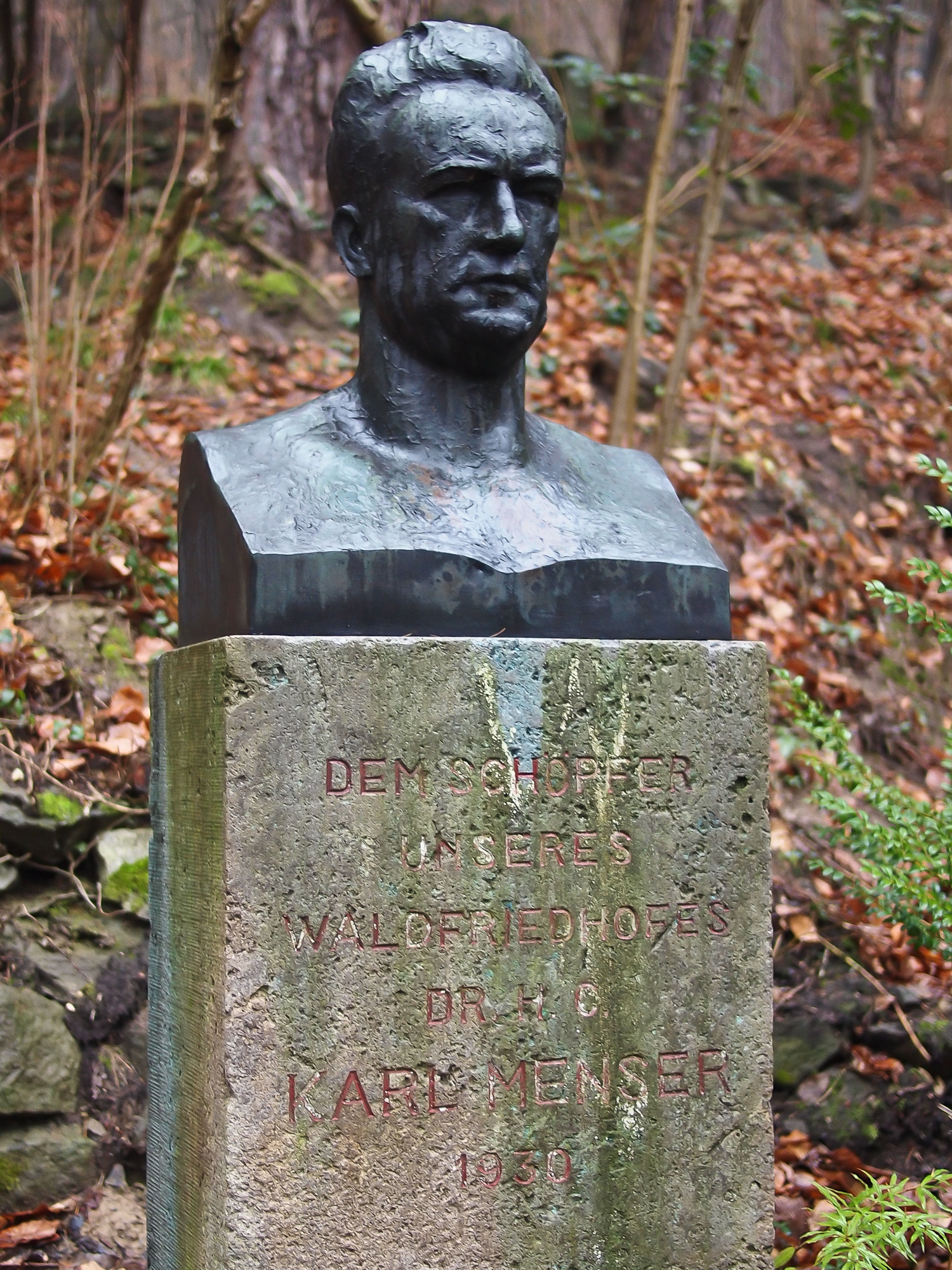
Büste Karl Mensers (Selbstporträt, 1929) auf dem Rhöndorfer Waldfriedhof

Karl Menser (* 19. Juli 1872 in Köln; † 10. November 1929 in Zürich) war ein deutscher Bildhauer und akademischer Zeichenlehrer an der Universität Bonn. 

## Leben
Menser absolvierte das Gymnasium Kreuzgasse in Köln und erhielt danach Kunstunterricht u. a. bei Wilhelm Albermann. Nach Studien- und Wanderjahren in Deutschland und dem europäischen Ausland lebte und arbeitete er seit 1907 in Bonn in einer eigenen Werkstatt. Seit 1917 unterrichtete er als akademischer Zeichenlehrer zunächst Mediziner, später auch Kunsthistoriker, Archäologen und andere Fachbereiche. 1918 oder 1920 erhielt er einen Ehrendoktor der medizinischen Fakultät.
Neben Skulpturen schuf Menser Büsten (u. a. von Universitätsprofessoren) und Plaketten. Anlässlich der Einweihung des von ihm geschaffenen Kriegerdenkmals der Universität Bonn wurde er 1926 zum Ehrenbürger der Universität ernannt.
Seit 1930 trägt ein Fußweg gegenüber dem von Menser entworfenen Waldfriedhof in Rhöndorf den Namen Dr.-Menser-Weg.

## Werke (Auswahl)

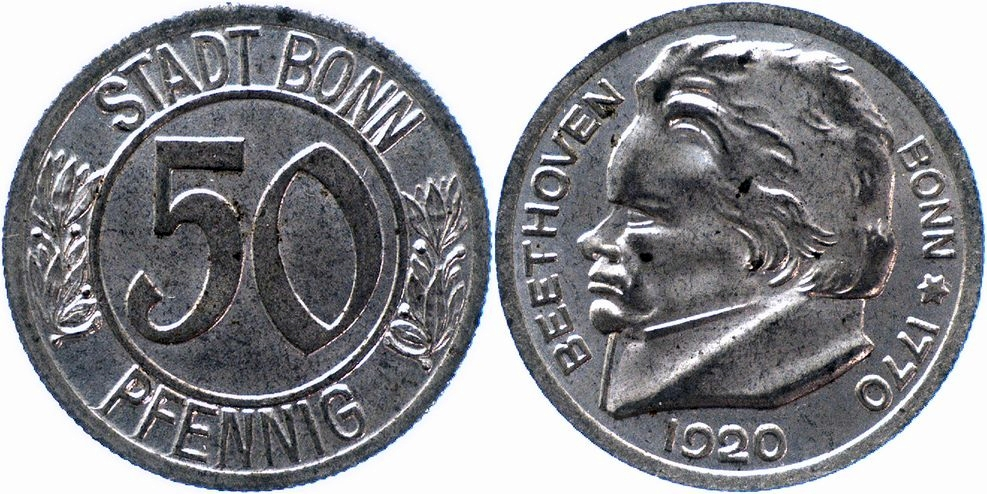
Notgeld der Stadt Bonn von 1920, Porträt Beethovens nach Entwurf Mensers, Wertseite nach Adolfo Hohenstein

- Ohne Jahr: Grabstätte Banze, Trauerndes Paar, Bronzerelief, Bonn, Nordfriedhof[6]
- 1904: Caspar Joseph Brambach, Bildnisrelief mit stehendem Knaben, Bronze, Bonn, Poppelsdorfer Friedhof[6]
- 1907–1911: Köln, Justizgebäude Reichenspergerplatz, Bildhauerarbeiten[7]
- 1909: Grabmonument für Louis Lacombe, Bronze, Paris, Friedhof Père Lachaise[6]
- 1911: Justitia-Relief, Sandstein, Köln, Fassade des Oberlandesgerichts[6]
- 1913/1914: Bonn, Museum Alexander Koenig, Reliefs und Skulpturen an der Fassade[8]
- 1914–1915: Bonn, Stadtteil Endenich, Gebäude der Landwirtschaftskammer Rheinland, Figurenschmuck
- 1920: Notgeld der Stadt Bonn, Münzen über 10, 25 und 50 Pfennige, bildseitig mit einem Porträt Ludwig van Beethovens nach Entwurf von Karl Menser, wertseitig nach Adolfo Hohenstein, geprägt in der Prägeanstalt Gebr. Kugel & Fink in Lüdenscheid[9]
- 1920: Niederdollendorf, katholische Pfarrkirche St. Michael, Kriegerdenkmal im romanischen Chorturm für die Gefallenen des Ersten Weltkrieges[10]
- 1920–1921: Bad Honnef, Stadtteil Rhöndorf, Waldfriedhof
- 1922: Ehrenmal „Soldaten“, Muschelkalk, Bonn-Endenich[6]
- 1922: De profundis, Steinrelief, Kreuzgang Münsterkirche, Bonn[6]
- 1922: Bad Honnef, Neuer Friedhof, Kriegerdenkmal für die Gefallenen des Ersten Weltkrieges[11]
- 1922–1924: Bad Honnef, Stadtteil Rhöndorf, Kriegergedächtniskapelle auf dem Waldfriedhof (Einweihung 1930)
- 1925: Medaille zum Jubiläum 75 Jahre Kolpingverein, Bonn, mit einem Porträt Adolph Kolpings[9]
- 1926: Bonn, Universität, Flamme empor, Kriegerdenkmal im Arkadenhof (1930 abgebaut, 1940 eingeschmolzen)[12]
- 1927: Ehrenmal, Muschelkalk, Neukirchen (heute Stadt Neukirchen-Vluyn)[6]
- 1927: Paul Ernst, Bildnisrelief, Bronze, Pathologisches Institut - Universitätsklinikum Heidelberg
- 1928: Ehrenmal, Bronze, Neuwied[6]
- 1928: Ehrenmal, Bronze, Ochtendung bei Andernach[6]
- 1928: Ehrenmal, Muschelkalk, ehemaliges Bundeshaus, Bonn, untergegangen[6]
- vor 1929: Hans Cajetan, Bildnisrelief, Bronze, Poppelsdorfer Friedhof, Bonn[6]
- 1928: Carl Garrè, Bildnisrelief, Bronze, Poppelsdorfer Friedhof, Bonn[6]
- 1928: Ehrenmal, Bronze, Vluyn (heute Stadt Neukirchen-Vluyn)[6]